# Korsholmen (vid Emsalö, Borgå)
Korsholmen är en ö i Finland. Den ligger i Finska viken och i kommunen Borgå i landskapet Nyland, i den södra delen av landet. Ön ligger omkring 36 kilometer öster om Helsingfors.
Öns area är 9,6 hektar och dess största längd är 0,6 kilometer i öst-västlig riktning. Ön höjer sig omkring 35 meter över havsytan.